# XLIV Festival Internacional de Cinema Fantàstic de Catalunya
La XLIV edició del Sitges Festival Internacional de Cinema de Catalunya (abans, Festival Internacional de Cinema Fantàstic de Sitges) es va organitzar del 6 al 16 d'octubre de 2011 dirigida per Àngel Sala, qui en va sortir reforçat tot i que fou denunciat per la fiscalia de Barcelona per pornografia infantil a causa d'haver exhibit en l'edició anterior Srpski film. La causa fou arxivada el febrer de 2012 pel Jutjat número 8 de Vilanova i la Geltrú considerat que la pel·lícula no era pornogràfica, sinó en tot cas "gore".
Aquesta edició va dedicar una retrospectiva a la intel·ligència artificial pels deu anys de l'estrena d' A.I. Artificial Intelligence de Steven Spielberg. El certamen fou inaugurat amb la projecció d' EVA de Kike Maíllo Iznájar. El pressupost del Festival fou de 2.600.000 euros, es van vendre més de 66.000 entrades i assolí un total de 115.000 espectadors. Alhora, Jaume Balagueró va rebre un dels premis "Màquina del Temps" i va preestrenar la seva pel·lícula Mentre dorms.

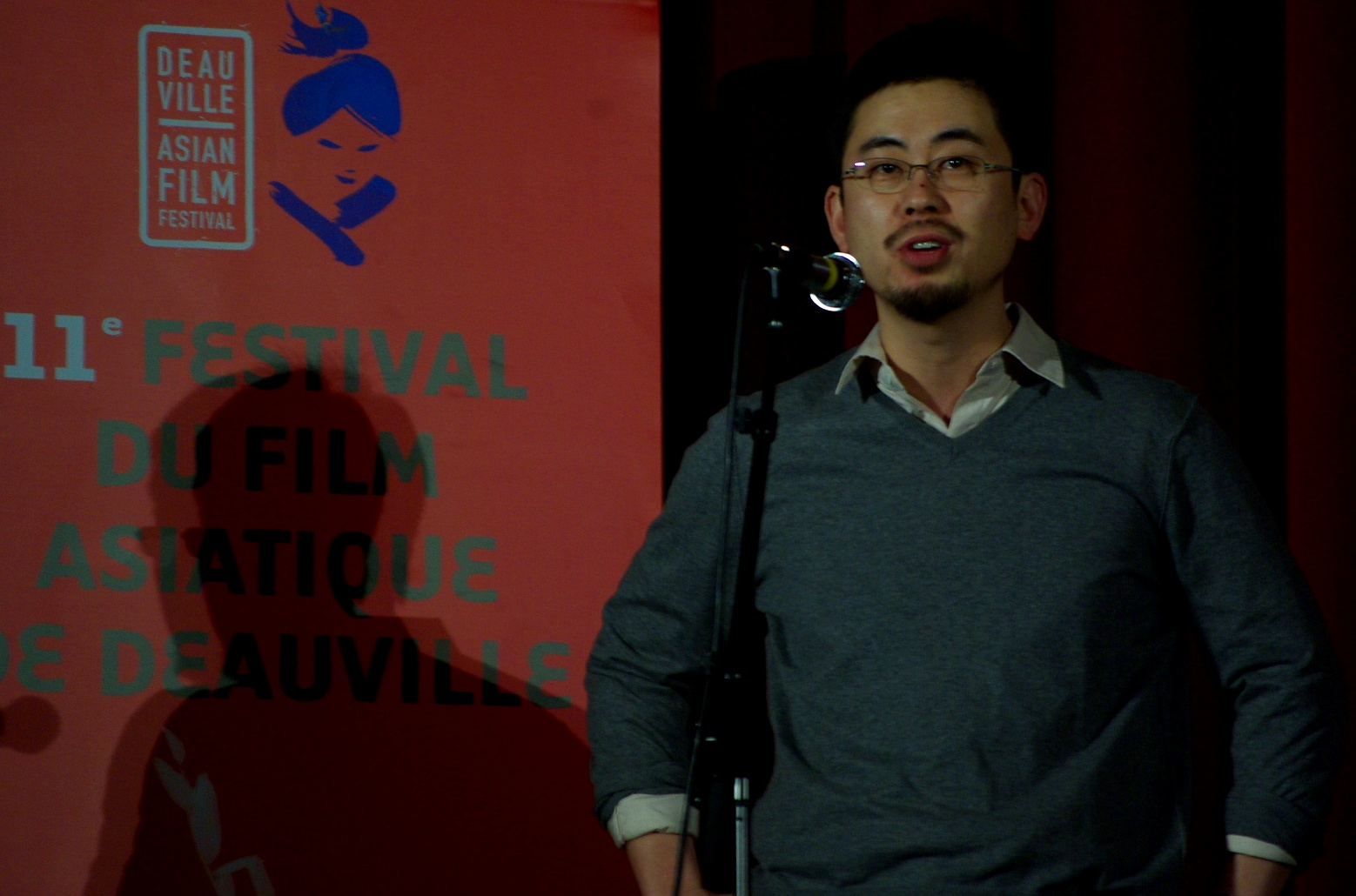
Ho-jing Na, premi al millor director

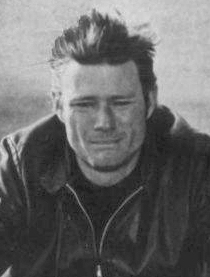
Michael Parks, premi al millor actor

## Pel·lícules projectades

### Secció oficial Fantàstic
- Red State de Kevin Smith [7]
- Hwanghae Hong-jin Na
- Lobos de Arga de Juan Martínez Moreno
- Another Earth de Mike Cahill
- The Woman de Lucky McKee
- Mørke sjeler de César Ducasse i Mathieu Péteul
- Seconds Apart d'Antonio Negret
- Sleeping Beauty de Julia Leigh
- Ichimei de Takashi Miike
- Attack The Block de Joe Cornish
- Una carta per a Momo de Hiroyuki Okiura
- Hell de Tim Fehlbaum
- Les Contes de la nuit de Michel Ocelot
- Koi no Tsumi de Sion Sono
- Bellflower d'Evan Glodell
- Trolljegeren d'André Øvredal
- The Divide de Xavier Gens /
- Livide d'Alexandre Bustillo i Julien Maury
- The Prodigies d'Antoine Charreyron /
- El páramo de Jaime Osorio Márquez
- EVA de Kike Maíllo Iznájar
- The Sorcerer and the White Snake de Tony Ching
- Emergo de Carles Torrens
- Kill List de Ben Wheatley
- Mirages de Talal Selhami
- Saya Zamurai de Hitoshi Matsumoto
- Sint de Dick Maas
- La granja de Bettina Oberli
- The Other Side of the Sleep de Rebecca Daly
- Carré blanc de Jean-Baptiste Léonetti
- Trabalhar Cansa de Marco Dutra i Juliana Rojas
- Womb de Benedek Fliegauf
- Juan de los muertos d'Alejandro Brugués
- Mixen d'Aleksandr Zeldovitx
- The Mortician de Gareth Maxwell Roberts

### Secció Orient Express
- Shaolin (Xin Shao Lin Si), de Benny Chan [8]
- The Raid (Serbuan Maut), de Gareth Huw Evans
- Smuggler (Sumagurâ: Omae no mirai o erabe), de Katsuhito Ishii
- Sector 7 (Chilgwanggu) de Kim Ji-hoon
- Haunters (Cho-neung-ryeok-ja), de Kim Min-seok
- Bollywood: The Greatest Love Story Ever Told de Rakeysh Omprakash Mehra i Jeff Zimbalist
- The Unjust (Bu-dang-geo-rae), de Ryoo Seung-wan
- Tormented (Rabitto horâ) de Takashi Shimizu
- Revenge: A Love Story (Fuk Sau Che Chi Sei), de Wong Ching-po

## Jurat
El jurat internacional era format per Juan Antonio Bayona, Quim Casas, Lisa Marie, Ryoo Seung-wan i Richard Stanley.

## Premis
Els premis d'aquesta edició foren:
| Categoria                                                     | Premiat                                                                               | Treball                     |
| ------------------------------------------------------------- | ------------------------------------------------------------------------------------- | --------------------------- |
| Premi al millor director                                      | Hong-jin Na                                                                           | Hwanghae                    |
| Premi a la millor pel·lícula                                  | Red State                                                                             | Kevin Smith                 |
| Premi a la millor actriu                                      | Brit Marling                                                                          | Another Earth               |
| Premi al millor actor                                         | Michael Parks                                                                         | Red State                   |
| Premi al millor guió                                          | Jack Ketchum Lucky McKee                                                              | The Woman                   |
| Premi a la millor fotografia                                  | Markus Förderer                                                                       | Hell                        |
| Premi al millor banda sonora                                  | Steven Price                                                                          | Attack the Block            |
| Premi als millors efectes especials                           | Lluís Castells i Cortegaza Javier García                                              | EVA                         |
| Premi al millor make-up                                       | Steven Kostanski                                                                      | The Divide                  |
| Premi a la millor direcció artística                          | Marc Thiébault                                                                        | Livide                      |
| Premi Especial del Jurat                                      | Attack The Block                                                                      | Joe Cornish                 |
| Premi al millor Curtmetratge                                  | Steve Daniels                                                                         | Dirty Silverware            |
| Premi al millor Curtmetratge                                  | Hugo Liljas                                                                           | Återfödelsen                |
| Premi al millor Curtmetratge Menció especial                  | Peter Szewczyk                                                                        | ColourBleed                 |
| Premi Carnet Jove Fantàstic                                   | Bellflower                                                                            | Evan Glodell                |
| Premi Carnet Jove Midnight X-Treme                            | Detention                                                                             | Joseph Kahn                 |
| Premi Noves Visions                                           | Night Fishing                                                                         | Park Chan-wook              |
| Premi Noves Visions. Diploma Discovery                        | Invasion of Alien Bikini                                                              | Oh Young-doo                |
| Premi Noves Visions Diploma no ficció                         | Knuckle                                                                               | Ian Palmer                  |
| Premi Noves Visions Diploma "Dark Fiction"                    | Kill Me Please                                                                        | Olias Barco                 |
| Premi Noves Visions Diploma Curtmetratge                      | Coup de Grâce                                                                         | Clara van Gool              |
| Premi Noves Visions. Menció Especial                          | Underwater Love                                                                       | Shinji Imaoka               |
| Premi Orient Express                                          | The Unjust                                                                            | Ryoo Seung-wan              |
| Premi Gertie al millor llargmetratge d'animació               | Tatsumi                                                                               | Eric Khoo                   |
| Premi Gertie al millor llargmetratge d'animació per nens      | Lifi, una gallina tocada de l’ala                                                     | Oh Sung-yoon                |
| Premi Gertie al millor curtmetratge d'animació                | Dégoutté                                                                              | Léo Verrier                 |
| Premi Nova Autoria Millor direcció                            | Daniel Piera Beatriz Escolar                                                          | La gota                     |
| Premi Nova Autoria Millor guió                                | Carme Puche                                                                           | Camille                     |
| Premi Nova Autoria Millor música original                     | Juan Andrés González                                                                  | Chroma                      |
| Premi de la Crítica José Luis Guarner                         | Attack The Block                                                                      | Joe Cornish                 |
| Premi Ciutadà Kane a la direcció revelació                    | El páramo                                                                             | Jaime Osorio Márquez        |
| Premi Ciutadà Kane a la direcció revelació                    | Trabalhar Cansa                                                                       | Marco Dutra i Juliana Rojas |
| Gran Premi del Públic El Periódico de Catalunya               | Attack The Block                                                                      | Joe Cornish                 |
| Premi Méliès d'argent al millor llargmetratge                 | Kill List                                                                             | Ben Wheatley                |
| Premi Méliès d'argent al millor llargmetratge Menció especial | Hell                                                                                  | Tim Fehlbaum                |
| Premi Méliès d'argent al millor llargmetratge Menció especial | Krokodyle                                                                             | Stefano Bessoni             |
| Premi Méliès d'argent al millor curtmetratge                  | Återfödelsen                                                                          | Hugo Liljas                 |
| Premi Méliès d'Or al millor llargmetratge                     | Balada triste de trompeta                                                             | Álex de la Iglesia          |
| Premi Méliès d'Or al millor curtmetratge                      | Suiker                                                                                | Jeroen Annokkeé             |
| Premi Brigadoon a curtmetratge                                | 8                                                                                     | Raúl Cerezo                 |
| Premi Honorífic Màquina del Temps                             | Jaume Balagueró Michael Biehn Michael Ironside Tony Ching                             |                             |
| Premi Honorari "María"                                        | Bigas Luna Pedro OleaMar Targarona Gonzalo Suárez Barbara Steele Josep Maria Cassasús |                             |
| Premi Nosferatu                                               | Luigi Cozzi                                                                           |                             |
| Gran Premi Honorífic                                          | Bryan Singer                                                                          |                             |